# キャシー・ダウンズ
キャシー・ダウンズ（Cathy Downs,  1924年3月3日 - 1976年12月8日）は、アメリカ合衆国の女優である。

## 来歴
1924年、ニューヨーク州のポート・ジェファーソンに生まれる。その容姿からファッション雑誌のヴォーグのカバーモデルとして活動が20世紀フォックスのタレントスカウトの目に留まり、1944年にハリウッドへ渡った。
1945年からノークレジットで『ステート・フェア』などの映画へ出演してキャリアをスタートさせ、1946年にルシル・ボールと共演した『闇の曲り角』で正式に女優デビューを飾る。同年、ジョン・フォード監督でヘンリー・フォンダ共演の西部劇『荒野の決闘』においてクレメンタイン・カーターを演じたことで名が知れるようになり、翌年に出演した『For You I Die』では主演を務めた。その後も順調にキャリアを重ね、テレビシリーズへも進出。1950年代は特に出演作品が多く、女優としての確固たる地位を確立した。
1960年にその女優活動の功績が称えられ、ハリウッド・ウォーク・オブ・フェームも授与されている。

### 死去
1976年3月3日、癌のため、カリフォルニア州のロサンゼルスで死去。52歳だった。

## 出演作品

### 映画

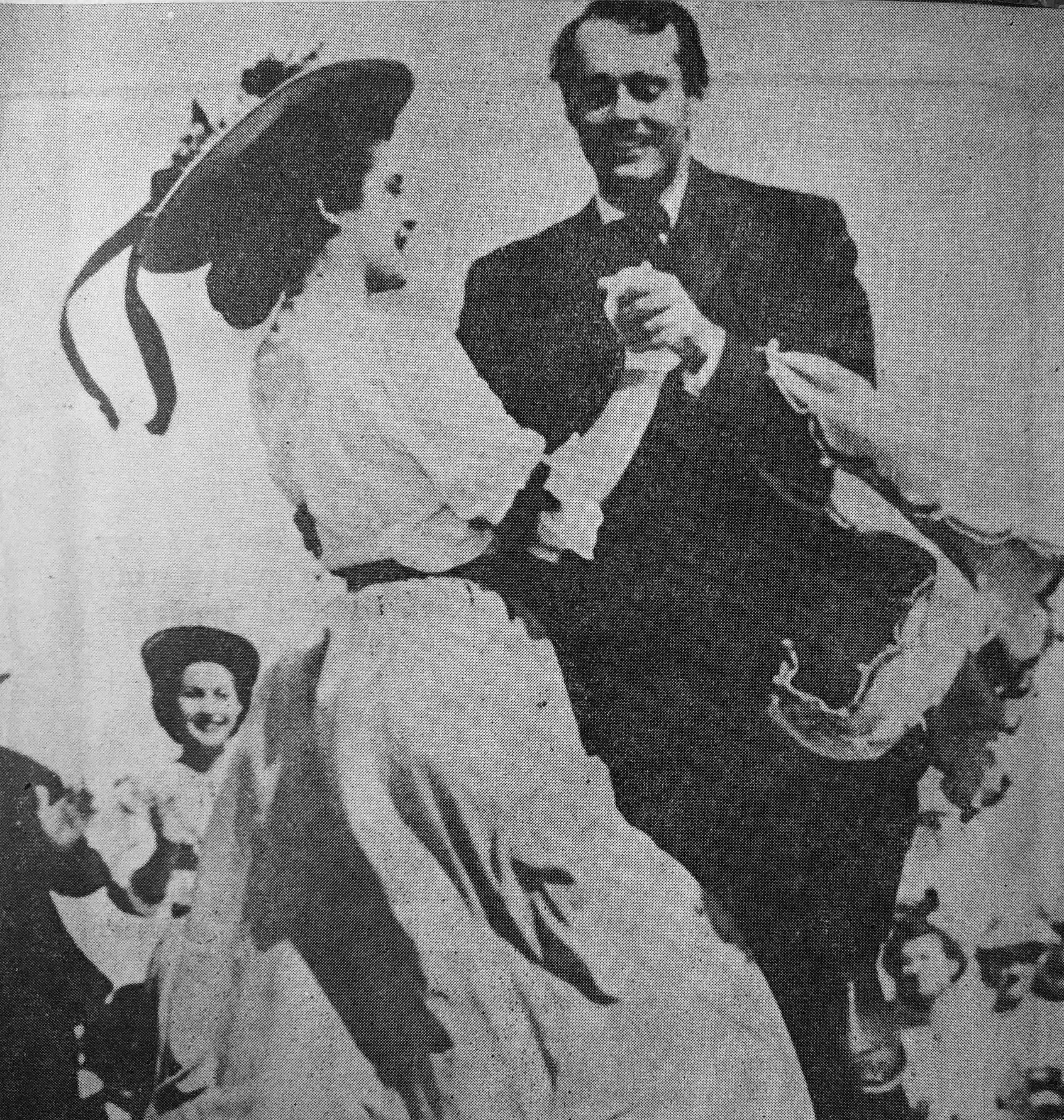
『荒野の決闘』（1946年）

- ステート・フェア State Fair (1946) ※ノークレジット
- Diamond Horseshoe (1945) ※ノークレジット
- ドリー・シスターズ The Dolly Sisters (1945) ※ノークレジット
- 闇の曲り角 The Dark Corner (1946)
- Do You Love Me (1946)
- 荒野の決闘 My Darling Clementine (1946)
- For You I Die (1947)
- 膝射ちサム Panhandle (1948)
- 凸凹持逃げ騒動 The Noose Hangs High (1948)
- 虐殺の河 Massacre River (1949)
- サンダウナーズ The Sundowners (1950)
- 復讐の流れ者 Short Grass (1950)
- Joe Palooka in Triple Cross (1951)
- Gobs and Gals (1952)
- Bandits of the West (1953)
- The Flaming Urge (1953)
- 暗黒街の記者 The Big Tip Off (1955)
- ケンタッキー・ライフル Kentucky Rifle (1955)
- 海底１万リーグからの妖獣 The Phantom from 10,000 Leagues (1955)
- The Oklahoma Woman (1956)
- 海獣の霊を呼ぶ女 The She-Creature (1956)
- Curfew Breakers (1957)
- 戦慄!プルトニウム人間 The Amazing Colossal Man (1957)
- 月へのミサイル Missile to the Moon (1957)

### テレビドラマ
- Racket Squad (1952)
- The Unexpected (1952)
- ローン・レンジャー The Lone Ranger (1952)
- ノース夫妻 Mr. & Mrs. North (1953)
- 陽気なライリー The Life of Riley (1953)
- Adventures of the Falcon (1954)
- The Great Gildersleeve (1955)
- The Whistler (1955)
- ザ・ミリオネア The Millionaire (1956)
- Soldiers of Fortune (1956)
- マチネー・シアター Matinee Theatre (1956, 1957)
- Tombstone Territory (1958, 1959)
- バット・マスターソン Bat Masterson (1959, 1960)
- ローハイド Rawhide (1961)
- サーフサイド6 Surfside 6 (1962)
- ペリー・メイスン Perry Mason (1965)